# Uale Mai
Uale Mai Vala (20 de julho de 1978) é um jogador de rugby samoano. Ele é ex-capitão da Seleção Samoana de Rugby Sevens, que representa Samoa internacionalmente na Série Mundial. Na época de sua aposentadoria, ele era o jogador que mais disputou partidas no rugby sevens, recorde superado anos depois pelo neozelandês DJ Forbes, e Mai é considerado um dos grandes nomes do esporte internacional.
Mai é natural da vila de Vailoa, no distrito de Palauli, na ilha de Savai'i. Ele foi o primeiro samoano a ser premiado com o prêmio de melhor jogador de rugby sevens do mundo pela World Rugby, que recebeu por sua performance na Série Mundial de 2005–06. A cerimônia ocorreu em Glasgow em 26 de novembro de 2006. Mai foi premiado como Jogador do Torneio no Hong Kong Sevens de 2007. Em 2008, foi condecorado como Jogador Sênior Samoano do Ano e também recebeu uma indicação para melhor jogador do mundo novamente. Em 2009, Mai fez uma pequena pausa no time Samoa Sevens, mas retornou em 2010 sob o comando do novo técnico Stephen Betham.
As principais posições do rugby em que ocupava era fly-half e scrum-half desde os quinze anos de idade. Em 2010, ingressou no CR El Salvador na Divisão de Honra da Espanha. Mai recebeu a Medalha de Serviço do Chefe de Estado nas Honras e Prêmios de Samoa de 2014.